# Gazdare
Gazdare (en serbe cyrillique : Газдаре) est un village de Serbie situé dans la municipalité de Medveđa, district de Jablanica. Au recensement de 2011, il comptait 458 habitants.

## Démographie

### Évolution historique de la population
| 1948 | 1953 | 1961 | 1971 | 1981 | 1991 | 2002 | 2011 |
| ---- | ---- | ---- | ---- | ---- | ---- | ---- | ---- |
| 634  | 766  | 948  | 819  | 763  | 731  | 571  | 458  |

|  |